# Сан-рафаэльский щелезуб
Сан-рафаэльский щелезуб (лат. Solenodon arredondoi) — вымерший вид млекопитающих из семейства щелезубов отряда насекомоядных.
Описан в 1993 году по костным останкам, обнаруженным в провинциях Пинар-дель-Рио и Гавана на западе Кубы в 1954 и 1958 годах соответственно. Возраст их точно не установлен, но сопутствующие находки указывают на четвертичный период.
Вероятно вид исчез ещё до прибытия европейцев на Кубу в результате освоения мест обитания животных местными индейскими племенами и хищничества домашних собак.
Был значительно крупнее ныне живущих видов щелезубов, на что указывает английское название (англ. Giant solenodon — гигантский щелезуб).